# ロングロング
ロングロングは、日本のお笑いコンビ。大阪NSC28期生（当時のコンビ名は長長、後に土佐駒）で、所属事務所は、よしもとクリエイティブ・エージェンシー（現：吉本興業）、株式会社ケイマックスを経て、ワタナベエンターテインメントに所属。

## メンバー
- 長尾 丈史（ながお たけし、1982年9月14日（42歳） - ）[2] 立ち位置は向かって右、ツッコミ担当。
兵庫県芦屋市出身。
血液型O型 。身長167cm、体重52㎏、足のサイズ23cm。
しゃくれていることをトレードマークとしている[3]。顎がしゃくれ始めたのは中学生の頃からで、原因について本人は「アイーン」（志村けんのギャグ）のやり過ぎだったと話している[4]。また最近（2017年）の髪型はパーマで[5]、これらを良くネタのつかみにされている。
中学時代はテニス部に所属していて、「ケツ出しの貴公子」と呼ばれていた。
高校時代に「システィナ」というコピーバンドを結成し、ギターを担当していた[6]。
吸っているタバコは「わかば」。お金があるときは「セブンスター」。
骨が弱く、骨折や脱臼を繰り返している。
ブラックマヨネーズ・吉田敬と仲が良い。
2020年6月11日、自身のTwitterにて結婚を発表[7]。
下唇から顎までの長さが5.5cmと長い。
- 長峰 正典（ながみね まさのり、1983年4月28日（41歳） - ）[2] 立ち位置は向かって左、ボケ・ネタ作り担当。
兵庫県芦屋市出身。
血液型A型 。身長170cm、体重56㎏、足のサイズ25.5cm。
小学校時代は父親が家におらず、母親に女手一つで育てられた。その後、中学校3年のときに父親が家に戻ってきた。
姉が1人いる。姉の応募によりジャニーズに所属していた[8]。
従兄弟に元プロ野球選手の土井健大がいる[9]。
中学時代はバスケ部に所属。
吸っているタバコは「ナチュラルアメリカンスピリットライト」。
『人志松本のすべらない話』のスピンオフ番組、『大輔宮川と準一河本のすべらない話』のWEBオーディションに出場している[10]。
『ザ!世界仰天ニュース』の再現VTRに出演したことがある。

## 略歴
- 小学校時代、同じ野球チーム「潮見スターズ」の幼なじみ[11]。
- 芸人になりたい気持ちが強くなったきっかけは、2003年のM-1グランプリ[12]。長峰がNSCに応募した際、相方欄に長尾の名前を勝手に書いて提出。当時は「長長」として活動していたが、その際に長峰がコンビ名を「土佐駒」として応募した。結成はNSC入学の2005年、「土佐駒」からとしている。
- 出囃子はSABOTENの『青空へ』。
- 大阪のよしもとの劇場を卒業しなければならなくなり、一度は芸人を引退。その半年くらい経ってやっぱり芸人をやりたい気持ちが強くなり、次のステージとして東京進出を決意[11]。2014年、東京進出を機にコンビ名を「ロングロング」とした。M-1グランプリの公式ホームページでは、「ロングロング」として、結成を2015年としている[13]だが第17回大会（2021年）は2006年結成となっておりラストイヤーになった。
- フリーだった2015年に内村さまぁ～ずが主催している「新人内さまライブ」では観客投票にて3月、7月、8月に3度チャンピオンになった。そこでケイマックスの関係者にスカウトされるような形で所属が決まる[12]。なお同社はテレビ番組制作会社であり、タレント部門では初にして唯一の所属である。
- A-Studio、きらきらアフロTMと笑福亭鶴瓶MCの番組にて前説を担当している。
- 2019年2月28日に長尾がTwitterで、ケイマックスの契約が終了し、フリーとなることを発表した[14]。同年8月1日よりワタナベエンターテインメントに所属[15]。

## 芸風
- ネタは主に漫才で、言い合いのような感じのしゃべくり漫才を展開している[16]。
- M-1グランプリ2017では、3回戦にしゃべくり漫才で大ウケをかっさらった後に準々決勝で「なんでそんなん言うん？」というリズムネタを披露して失敗し、その落差が話題となった。

## 賞レース成績
- THE MANZAI 2011 認定漫才師（土佐駒として）
- 新人内さまライブグランドチャンピオン大会2015 第3位
- M-1グランプリ2016 準々決勝進出
- M-1グランプリ2017 準々決勝進出
- M-1グランプリ2018 準々決勝進出
- M-1グランプリ2019 準々決勝進出[17]
- ワタナベお笑いNo.1決定戦2020 決勝進出
- M-1グランプリ2020 2回戦進出
- M-1グランプリ2021 3回戦進出

## 単独ライブ
- 「土佐駒の30分」（2014年1月25日、5upよしもと）
- 「ありがとう」（2014年2月23日、5upよしもと）[18]
- 「NEWLIFE」（2015年2月22日、新宿バッシュ！！）
- 「ロングロング単独ライブ vol.1」（2016年1月30日、しもきた空間リバティ）
- 「ロングロング単独ライブ vol.2」（2016年4月29日、新宿バッシュ！！）
- 「ロングロング単独ライブ vol.3」（2016年9月30日、しもきた空間リバティ）
- 「ロングロング単独ライブ vol.4」（2017年2月17日、しもきた空間リバティ）
- 「ロングロング単独ライブ vol.5」（2017年3月28日、しもきた空間リバティ）
- 「ロングロング単独ライブ vol.6」（2017年5月19日、しもきた空間リバティ）
- 「ロングロング単独ライブ vol.7」（2017年6月25日、しもきた空間リバティ）
- 「ロングロング単独ライブ vol.8」（2017年7月23日、しもきた空間リバティ）
- 「ロングロング単独ライブ vol.9」（2017年9月8日、しもきた空間リバティ）

## 出演

### テレビ
- PON!（2015年11月5日）[19]　- お笑い数うちゃPON!
- 内村さまぁ～ず　新人内さまライブグランドチャンピオン大会2015[20]
- 桃色つるべ〜お次の方どうぞ〜（2017年6月17日）
- ザ・ベストワン（2020年3月15日）- ベストワンミニッツ
- なりゆき街道旅（2024年6月期）- なり調リポーター

### ラジオ
- 笑福亭鶴瓶 日曜日のそれ （2016年8月14日）
- マイナビ Laughter Night （2016年9月17日、2017年4月21日・7月28日）
- MBSヤングタウン （2016年9月18日）

### ネット配信番組
- ロングロングのサタデーサタデー
2015年9月26日 - 2016年1月9日 毎週土曜日22時から生配信
2016年1月20日 - 2016年2月17日 毎週水曜日22時から生配信
- ロングロングの笑える10時どうでしょう [21] 毎週水曜日22:00から生配信
- お願い！マンピンコン（AbemaTV） (2016年10月3日)